# Valquíria Ferreira Dutra
Valquíria Ferreira Dutra (1980) es una bióloga, botánica, taxónoma, curadora, etnobotánica, y profesora brasileña.

## Biografía
En 2002, obtuvo una licenciatura en ciencias biológicas por la Universidad Federal de Ouro Preto (licenciatura en botánica y BSc); completa en 2005, la maestría en botánica, supervisada por la Dra. Flávia Cristina Pinto Garcia (1965), y defendiendo la tesis: Levantamento de Leguminosae Adans. nos Campos Rupestres do Parque Estadual do Itacolomi, MG: florística, preferência por habitat, aspectos reprodutivos e distribuição geográfica por la Universidad Federal de Viçosa. Y nuevamente por la Universidad Federal de Viçosa, el doctorado, en 2009, en botánica. Tanto maestría como doctorado, fueron financiados con una beca de la Coordinación de Capacitación de Personal de Nivel Superior, CAPES, Brasil.
Tiene experiencia en botánica, con énfasis en taxonomía de fanerógamas, trabajando principalmente en la identificación de especies arbóreas. Se especializa en la familia Elaeocarpaceae, con énfasis en el género Sloanea. Actualmente es profesora de la Universidad Federal de Viçosa, también, desde 2011 de la Universidad Federal de Espírito Santo.
Entre 2010 y 2011, fue becaria de la Coordinación de Capacitación de Personal de Nivel Superior, CAPES, Brasil. Su programa fue la biología molecular, en la misma casa de altos estudios de Viçosa.

## Algunas publicaciones
- DUTRA, V. F.; LIMA, L. C. P.; GARCIA, F. C. P.; LIMA, H. C.; SARTORI, A. L. B. 2014. Padrões de distribuição geográfica de Leguminosae e sua importância para a conservação do Parque Estadual do Itacolomi, Minas Gerais, Brasil. Biota Neotropical 14 ( 1) http://www.biotaneotropica.org.br/v14n1/pt/abstract?article+bn00214012014 Archivado el 10 de abril de 2015 en Wayback Machine. ISSN 1676-0603
- CHAGAS, A. P.; PERTELE, P. L.; THOMAZ, L. D.; DUTRA, V.F.; VALADARES, R. T. 2014. Leguminosae-Caesalpinioideae do Parque Estadual Paulo César Vinha, Espírito Santo, Brasil. Rodriguésia (impreso) 65: 99-112

- DUTRA, V.F.; GARCIA, F. C. P. 2014. Mimosa L. (Leguminosae-Mimosoideae) dos Campos Rupestres de Minas Gerais, Brasil. Iheringia. Série Botânica 69: 49-88

- DUTRA, V. F.; LIMA, L. C. P.; GARCIA, F. C. P.; LIMA, H. C. de; SARTORI, A. L. B. 2014. Geographic distribution patterns of Leguminosae and their relevance for the conservation of the Itacolomi State Park, Minas Gerais, Brazil. Biota Neotropica (online, edición en inglés) 14: 1-15

- SILVA, L. A.; FREITAS, J.; DUTRA, V.F.; ALVES-ARAUJO, A. G. 2014. Validation of Lathyrus egirdiricus and three new combinations in Leobordea and Senegalia (Leguminosae). Phytotaxa (en línea) 184: 295-297

- DUTRA, V. F.; GARCIA, F. C. P. 2013. Three New Species of Mimosa (Leguminosae) from Minas Gerais, Brazil. Systematic Botany 38: 398-405

- DUTRA, V. F.; GARCIA, F. C. P. 2013. Three new species of Mimosa sect. Mimosa (Leguminosae, Mimosoideae) from the campos rupestres of Minas Gerais, Brazil. Brittonia 65: 1938

- DUTRA, V. F.; GARCIA, F. C. P. 2012. Two New Species and One New Variety of Mimosa Sect. Habbasia (Leguminosae: Mimosoideae) from Central Brazil. Kew Bulletin 68: 1-9

- TAMASHIRO, J. Y.; GARCIA, F. C. P.; FELSEMBURGH, C. A.; FILARDI, F. L. R.; DUTRA, V. F. ; FERNANDES, José Martins; SILVA, J. S. 2012. Checklist of Spermatophyta of the São Paulo State, Brazil: Fabaceae-Mimosoideae. Biota Neotropica (edición en portugués, online) 11: 274-277

- SIMON, M. F.; Grether, R.; de QUEIROZ, L. P.; SARKINEN, T. E.; DUTRA, V.F.; HUGHES, C. E. 2011. The evolutionary history of Mimosa (Leguminosae): Toward a phylogeny of the sensitive plants. American Journal of Botany 98: 1201-1221

- DUTRA, V. F.; VIEIRA, M. F.; GARCIA, F. C. P.; LIMA, H. C. 2009. Fenologia Reprodutiva, sindromes florais e de dispersão em Leguminosae dos campos rupestres do Parque Estadual do Itacolomi, Minas Gerais, Brasil. Rodriguesia 60: 371-388

- DUTRA, V. F.; GARCIA, F. C. P.; LIMA, H. C. 2009. Papilionoideae (Leguminosae) nos campos rupestres do Parque Estadual do Itacolomi, MInas Gerais, Brasil. Acta Botanica Brasílica (impreso) 23: 145-159

- DUTRA, V. F.; GARCIA, F. C. P.; LIMA, H. C. 2008. Caesalpinioideae (Leguminosae) nos Campos Rupestres do Parque Estadual do Itacolomi, MG, Brasil. Acta Botanica Brasilica 22: 547-558

- DUTRA, V. F.; GARCIA, F. C. P.; LIMA, H. C.; QUEIROZ, L. P. 2008. Diversidade Florística de Leguminosae Adans. em áreas de Campos Rupestres. Megadiversidade (Belo Horizonte) 4: 163-171

- DUTRA, V. F.; GARCIA, F. C. P.; LIMA, H. C. 2008. Mimosoideae (Leguminosae) nos campos rupestres do Parque Estadual do Itacolomi, Minas Gerais, Brasil. Rodriguesia 59: 573-585

- FILARDI, F.L.R.; GARCIA, F.C.P.; DUTRA, V.F.; São-Thiago, P.S. 2007. Papilionoideae (Leguminosae) do Parque Nacional da Serra da Canastra, Minas Gerais, Brasil. Hoehnea (São Paulo) 34: 385-410

- DUTRA, V.F.; MESSIAS, Maria Cristina Teixeira Braga; GRCIA, F.C.P. 2005. Papilionoideae (Leguminosae) dos campos ferruginosos do Parque Estadual do Itacolomi, MG, Brasil: florística e fenologia. Revista Brasileira de Botânica 28 (3): 493-504

### Libros

#### Capítulos de libros publicados
- LIMA, H.C.; SOUZA, E. R.; RANDO, J. G.; BORTOLUZZI, R. L. C.; LIMA, L. C. P.; DUTRA, V.F.; VIVAS, C.; FORTUNA-PEREZ, A. P.; ARAUJO, L.; MOULTON, L.; AMARO, R.; SERRANO, T. 2014. Fabaceae. In: Gustavo Martinelli; Tainan Messina; Luiz Santos Filho. (orgs.) Livro vermelho da flora do Brasil Plantas raras do Cerrado. Río de Janeiro: Andrea Jakobsson, Instituto de Pesquisas Jardim Botânico do Rio de Janeiro, CNCFlora, p. 123-140

- LIMA, HAROLDO CAVALCANTE DE; SOUZA, E. R.; TOZZI, A. M. G. A.; FORTUNA-PEREZ, A. P.; FLORES, A. S.; SARTORI, A. L. B.; VAZ, A. M. S. F.; FILARDI, F.L.R.; GARCIA, F. C. P.; IGANCI, J. R. V.; FERNANDES, J. M.; VALLS, J. F. M.; LIMA, L. C. P.; COSTA, L. C. ; QUEIROZ, L. P.; MORIM, M. P.; BARROS, M. J. F.; QUEIROZ, R. T.; MIOTTO, S. T. S.; DUTRA, V.F. et al. 2013. Fabaceae. In: Gustavo Martinelli (org.) O livro vermelho da flora do Brasil. Río de Janeiro: Andrea Jakobsson Editora, v. 1, p. 2-32

- QUEIROZ, H.C.L., L. P. MORIM, M. P. SOUZA, V. C. DUTRA, V.F. BORTOLUZZI, R. L. C. IGANCI, J. R. V. FORTUNATO, R. H. VAZ, A. M. S. F. SOUZA, E. R. F.L.R.Filardi VALLS, J. F. M. F.C.P.Garcia FERNANDES, J. M. MARTINS-DA-SILVA, R. C. V. FORTUNA-PEREZ, A. P. MANSANO, V. F. MIOTTO, S. T. TOZZI, A. M. G. A. MEIRELES, J. E. LIMA, L. C. P. OLIVEIRA, M. L. A. A. FLORES, A. S. TORKE, B. M. PINTO, R. B. et al. 2010. Fabaceae. In: Rafaela Campostrini Forzza (org.) Catálogo de plantas e fungos do Brasil. Río de Janeiro: Andrea Jokobsson Estúdio, v. 2, p. 989-1102

- TOZZSI, H.C.L, A. M. G. A. FORTUNA-PEREZ, A. P. FLORES, A. S. VAZ, A. M. S. F. KLITGAARD, B. B. CARDOSO, D. B. O. S. F.L.R.Filardi F.C.P.Garcia LEWIS, G. P. MEIRELES, J. E. VALLS, J. F. M. LIMA, L. C. P. QUEIROZ, L. P. SILVA, M. J. MORIM, M. P. BARROS, M. J. F. QUEIROZ, R. T. FORTUNATO, R. H. PENNINGTON, R. T. MIOTTO, S. T. MOURA, T. M. DUTRA, V.F. MANSANO, V. F. SOUZA, V. C. et al. 2009. Fabaceae (Leguminosae). In: J.R. Stehmann, R.C. FORZZA, A. SALINO, M. SOBRAL, D.P. da Costa & L.H.Y. Kamino. (Org.). Plantas da Floresta Atlântica. Río de Janeiro: Jardim Botânico do Rio de Janeiro, p. 259-283

## En Actas de Congresos
- DUTRA, V. F.; GARCIA, F. C. P.; OLIVEIRA, L. O. 2010. Filogeografia de Mimosa radula Benth. (Leguminosae-Mimosoideae): uma espécie do Cerrado brasileiro ameaçada de extinção. In: 61.º Congresso Nacional de Botânica, Manaus

En V International Legumes Conference, Buenos Aires, 2010
- DUTRA, V. F.; QUEIROZ, L. P.; GARCIA, F. C. P. Mimosa L. in campos rupestres of Minas Gerais.
- DUTRA, V. F.; GARCIA, F. C. P.; OLIVEIRA, L. O. Phytogeography of Mimosa of campos rupestres of Minas Gerais (Brazil) and phylogeography os Mimosa radula Benth.

- DUTRA, V. F.; GARCIA, F. C. P.; QUEIROZ, L. P. 2009. Mimosa L. (leguminosae-Mimosoideae) nos campos rupestres de Minas Gerais, Brasil. In: 60° Congresso Nacional de Botânica, Feira de Santana

## Honores[3]

### Membresías
- de la Sociedad Botánica del Brasil.[5][6]

### Revisora de periódicos
- 2010 - actual. Periódico: Acta Botanica Brasílica (impreso)
- 2011 - actual. Periódico: Rodriguesia
- 2011 - actual. Periódico: Check List (São Paulo, en línea)
- 2011 - actual. Periódico: Revista Brasileira de Biociências (impreso)
- 2012 - actual. Periódico: Biota Neotropica (edición en p0ortugués, en línea)
- 2012 - actual. Periódico: Candollea (Ginebra)

### Premios y títulos
- 2007: The Rupert Barneby Award, New York Botanical Garden.
- 2007: IAPT Research Grants Program in Plant Systematics, International Association for Plant Taxonomy

- La abreviatura «V.F.Dutra» se emplea para indicar a Valquíria Ferreira Dutra como autoridad en la descripción y clasificación científica de los vegetales.[7]

- Portal:Biografías. Contenido relacionado con Botánica.
- Portal:Biología. Contenido relacionado con Taxonomía.